# Tuakana
Tuakana är ett släkte av spindlar. Tuakana ingår i familjen Desidae.
Kladogram enligt Catalogue of Life:
| Tuakana | \| \| Tuakana mirada \| \| \| \| \| \| Tuakana wiltoni \| \| \| \| |
|         | \| \| Tuakana mirada \| \| \| \| \| \| Tuakana wiltoni \| \| \| \| |
|         | Tuakana mirada                                                     |
|         |                                                                    |
|         | Tuakana wiltoni                                                    |
|         |                                                                    |